# Zvonimir Deranja
Zvonimir Deranja (Dubrovnik, 22. rujna 1979.), bivši hrvatski nogometaš.
Nogometnom se počeo baviti u lokalnim klubovima Slavenu iz Grude, Konavle,te vrlo kratko u dubrovačkom GOŠK-u. Nakon što su ga zamijetili skauti Hajduka prešao je u oml. školu splitskog kluba. Popularni "Popaj" krenuo je sa seniorskom karijerom sezone 1996./97., probijajući se kao junior polako do svog mjesta u momčadi, koje je dobio dvije godine nakon toga. Za Hajduk je nastupio ukupno 276 puta i zadao 105 golova, od čega 66 u službenim utakmicama i 39 u prijateljskim.
Sezone 98./99. zabilježio je 25 nastupa i 15 pogodaka čime je bio najbolji strijelac momčadi, i drugi u ligi iza Šibenikova Joška Popovića. U to vrijeme vrlo je dobrim igrama u mladoj reprezentaciji privlačio veliku pažnju na sebe, te su mu mnogi proricali veliku karijeru, a posebno se isticao vrlo lijepim pogodcima, među kojima se najviše pamte oni škaricama. 2001. osvojio je naslov prvaka države, međutim sve to vrijeme igre mu se nisu očekivano poboljšavale s obzirom na neosporan talent. S vremenom je počeo igrački stagnirati, poziv za reprezentativnu A-vrstu nije dobio, a kulminiralo je sezone 03./04. kada je zabilježio tek 6 nastupa za momčad, igrajući kao rezerva Krpanu, Turkoviću i Buli.
Nakon te, šampionske, sezone uputio se prema francuskom Le Mansu. Tamo se nije uspio probiti do prve momčadi postigavši 4 gola u 4 puta više utakmica ( polovica sezone ), pa se u rujnu naredne sezone nakon raskida ugovora, na inzistiranje pristiglog trenera Ivana Gudelja, vratio u matični klub. Međutim, uklopio se u sivilo Hajduka te sezone postigavši tek jedan gol, u prvoj utakmici nakon povratka. Svoj povrataka kasnije je prozvao najvećom greškom u životu, s obzirom na to da su ga se u klubu na ljeto "riješili" bez objašnjenja.
Nakon raskida ugovora, Deranja se zaputio prema francuskom drugoligašu Libourneu, gdje trenutno redovito igra i postiže pogotke, s nadom u možebitni transfer u nešto bolji klub. Od 1. veljače 2008. godine Zvone je iz Libournea prešao u redove belgijskog prvoligaša Royal Excelsior iz Mouscrona za koje je već u svom prvom nastupu postigao i svoj prvi gol. U ljeto 2010. je prešao u redove RNK Splita. Nakon samo par nastupa u prvoj momčadi, i to ulazaka s klupe, u zimskoj pauzi raskinuo je ugovor s RNK Splitom i trenutno je u statusu nogometaša bez angažmana.
Statistika u Hajduku
| Natjecanje        | Nastupi | Zgoditci |
| ----------------- | ------- | -------- |
| Prvenstvo         | 137     | 53       |
| Kup               | 27      | 10       |
| Superkup          | 0       | 0        |
| Međunarodne       | 17      | 3        |
| Splitski podsavez | 0       | 0        |
| Ukupno            | 181     | 66       |
| Prijateljske      | 95      | 39       |
| Sveukupno         | 276     | 105      |

Prvi službeni nastup za Hajduk (zamjena Vedranu Madžaru) je utakmica protiv Istre 8. prosinca 1996., koju je Hajduk dobio s 0:1 u Puli zgoditkom Čeke. Čak 10 golova dao je na utakmicama za kup i 3 na europskim natjecanjima.